# Троицкий сельский совет (Пятихатский район)
Троицкий сельский совет (укр. Троїцька сільська рада) — входит в состав Пятихатского района Днепропетровской области Украины.
Административный центр сельского совета находится в селе Троицкое.

## Населённые пункты совета
- с. Троицкое
- с. Березняк
- с. Зелёный Клин
- с. Золотницкое
- с. Николаевка
- с. Новотроицкое
- с. Червоная Дериевка

## Ликвидированные населённые пункты совета
- с. Малые Лозки